# Power Pro Kun Pocket 4
Power Pro Kun Pocket 4 (パワプロクンポケット4?) es un videojuego de béisbol y Simulación para Game Boy Advance, fue desarrollado por Diamond Head y publicado por Konami en 20 de marzo de 2002, exclusivamente en Japón. Fue el cuarto juego de Power Pro Kun Pocket, es el spin-off de la serie Jikkyō Powerful Pro Yakyū, y fue el quinto juego para el Portátil de Nintendo.
- Datos: Q20995185